# リトアニア語版ウィキペディア
リトアニア語版ウィキペディア（リトアニアごばんウィキペディア、リトアニア語: Lietuviškoji Vikipedija）は、リトアニア語で編集されているウィキペディアである。2003年2月20日設立されたが、記事が充実し始めるのは2004年に入ってからのことであった。

## 登録者数
登録している利用者は約45,000名で、うち最近1ヶ月中に活動した利用者は2011年2月の時点で532名であった。管理者数は26名で、うち実際に活動中の管理者は10〜12名。ビューロクラットの数は5名で、うち3名が実際に活動中、2名は活動休止中である。

## 記事

### 記事数
2013年12月10日現在の記事数は161,977本。毎月約2,000項目が新たに執筆されている。
| 記事数  | 日付           |
| ------- | -------------- |
| 01,000  | 2004年10月14日 |
| 010,000 | 2005年12月14日 |
| 020,000 | 2006年5月23日  |
| 030,000 | 2006年9月4日   |
| 040,000 | 2007年2月28日  |
| 050,000 | 2007年8月1日   |
| 060,000 | 2008年1月25日  |
| 070,000 | 2008年9月14日  |
| 080,000 | 2009年1月22日  |
| 090,000 | 2009年8月3日   |
| 100,000 | 2010年1月18日  |
| 110,000 | 2010年6月28日  |
| 120,000 | 2010年10月22日 |
| 130,000 | 2011年3月24日  |

### 秀逸な記事
秀逸な記事 (Pavyzdiniai straipsniai) に認定されている記事は以下の12項目。
- ケダイネイ (Kėdainiai)
リトアニア・カウナス県の都市。
- セナシス・ダウゲリシュキス (Senasis Daugėliškis)
リトアニア・ウテナ県の村。
- 2006 FIFAワールドカップ (XVIII pasaulio futbolo čempionatas)
2006年にドイツで開催されたサッカー世界選手権。
- ロジャー・フェデラー (Roger Federer)
スイス出身の男子プロテニス選手。
- ルーブル美術館 (Luvras)
フランス・パリにある美術館。
- ドイツ連邦大統領 (Vokietijos federalinis prezidentas)
ドイツ連邦共和国の国家元首。
- ロナルド・レーガン (Ronald Reagan)
第40代アメリカ合衆国大統領。
- アパッチ族 (Apačiai)
アメリカ・インディアン部族の総称。
- アマゾン熱帯雨林 (Amazonija)
南アメリカアマゾン川流域の熱帯雨林。
- 菌類 (Grybai)
菌界に属する生物の総称。
- 海鳥 (Jūriniai paukščiai)
海洋に生息する鳥の総称。
- 金星 (Venera)
太陽系の第二惑星。

### 良質な記事
良質な記事 (vertingi straipsniai) は、94項目にのぼる。